# Schwaighofen (Königsdorf)
Schwaighofen ist ein Gemeindeteil von Königsdorf im oberbayerischen Landkreis Bad Tölz-Wolfratshausen. Das Dorf liegt circa vier Kilometer südlich von Königsdorf.

## Geschichte
Schwaighofen gehörte ehemals zur Gemeinde Schönrain, wobei die Bewohner die katholische Pfarrei, Schule und Post von Königsdorf nutzten. 1875 hatte der als Weiler eingestufte Ort 17 Einwohner und 12 Gebäude. 1978 wurde Schwaighofen im Rahmen der Gebietsreform in Bayern zusammen mit anderen Ortsteilen der aufgelösten Gemeinde Schönrain nach Königsdorf eingegliedert.

## Persönlichkeiten
Die österreichische Schauspielerin Jenny Jugo lebte nach Ende ihrer Filmkarriere zurückgezogen auf dem „Jägerhof“ in Schwaighofen, wo sie 2001 starb.

## Baudenkmäler
- Kapelle, Steildachbau mit Dachreiter, mit Ausstattung, 2. Hälfte des 17. Jahrhunderts
- ehemaliges Bauernhaus, Flachsatteldachbau mit Blockbau-Obergeschoss, 2. Hälfte des 18. Jahrhunderts
- Getreidekasten, Blockbau, Erdgeschoss Ende 16. Jahrhundert, Obergeschoss 18. Jahrhundert